# Waldemar Feldes
Waldemar Feldes (* 20. April 1939; † 13. Oktober 2023 in Alfter-Impekoven) war ein deutscher Flottillenadmiral der Deutschen Marine.

## Leben
Waldemar Feldes trat mit der Crew IV/59 in die Bundesmarine ein und diente unter anderem als Wachoffizier und Kommandant von unterschiedlichen Minensuchbooten. Er wurde Taktiklehrer für Minenkampfführung an der Marinewaffenschule.
1972 bis 1974 besuchte Waldemar Feldes den 14. Admiralstabslehrgang an der Führungsakademie der Bundeswehr in Hamburg.
Von Ende 1978 bis Ende September 1981 war Waldemar Feldes als Fregattenkapitän Kommandeur des 7. Minensuchgeschwaders. Später wurde er als Kapitän zur See Referatsleiter im Führungsstab der Marine und zugleich Systembeauftragter für Minenstreitkräfte und U-Boote. Anschließend übernahm Waldemar Feldes von April 1985 bis September 1990 als Kommandeur der Flottille der Minenstreitkräfte. Danach war Waldemar Feldes, bis zur Umgliederung des Führungsstabes der Marine (Fü M), Stabsabteilungsleiter Fü M VI (Planung) im Bundesministerium der Verteidigung (BMVg) in Bonn.
Ab Juli 1992 war Waldemar Feldes als Flottillenadmiral bis Ende September 1994 Unterabteilungsleiter von Rü MV (Systeme Marine) in der Rüstungsabteilung (Rü) im BMVg, welche anschließend die Unterabteilung Rü VII wurde.
Nach seiner Versetzung in den Ruhestand war Waldemar Feldes von 1999 bis 2002 Präsident des Deutschen Maritimen Institutes in Wilhelmshaven. Waldemar Feldes war bis Mai 2008 Geschäftsführer der Deutschen Gesellschaft für Wehrtechnik und war auch Ehrenmitglied der Gesellschaft.
Waldemar Feldes lebte in Alfter-Impekoven.